# Georges Muzalon
Georges Muzalon (en grec : Γεώργιος Μουζάλων, vers 1220 - 25 août 1258) est un personnage important de l'Empire de Nicée lors du règne de Théodore II Lascaris. D'origine modeste, il devient le compagnon d'enfance de Théodore et est élevé aux plus hauts offices de l'État lors de l'ascension au pouvoir de Théodore. Ce favoritisme cause un grand ressentiment parmi l'aristocratie qui monopolisait jusque-là les plus hauts postes impériaux. En 1258, il est avec Arsène Autorianos nommé régent de Jean IV Lascaris, le fils de Théodore. Il est assassiné quelques jours plus tard par des soldats obéissant aux ordres d'une conspiration regroupant plusieurs nobles et dirigée par le futur empereur Michel VIII Paléologue.

## Biographie

### Premières années et au service de ThéodoreII

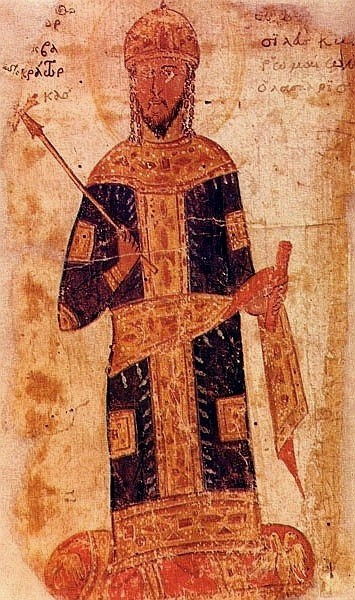
L'empereur Théodore II Lascaris, l'ami d'enfance de George Muzalon.

La famille Muzalon est attestée pour la première fois au  Xe siècle (*)  avec  Jean Muzalon ou  BIzalion, patricien  byzantin, stratège  de Calabre, qui, pour payer le tribut aux Arabes, augmente les impôts,  ce qui provoqua une révolte et son assassinat en 920. Au XIIe, cette famille est citée, Nicolas IV Muzalon étant patriarche de Constantinople de 1147 à 1151. Georges Muzalon est né à Adramyttion sur la côte anatolienne vers 1220. Sa famille est considérée comme d'ascendance modeste mais lui et ses frères deviennent les amis d'enfance de Théodore II Lascaris. Ils grandissent avec lui dans le palais comme paidopouloi (en grec : παιδόπουλοι ou « page »). Ils sont aussi éduqués aux côtés de Théodore par l'érudit Nicéphore Blemmydès. Georges a aussi au moins deux sœurs dont l'une est mariée à un membre de famille Hagiothéodorite.
Lorsque Théodore accède au trône impérial en novembre 1254, il élève les Muzalon aux plus hauts postes de l'État. Georges est fait megas domestikos (commandant en chef de l'armée) tandis que deux de ses frères, Andronic et Théodore (son frère aîné) sont faits protovestiaire (grand chambellan) et protokynegos. Selon les chroniqueurs contemporains, l'empereur apprécie plus particulièrement Georges et parle de lui comme son « fils » et son « frère » dans plusieurs de ses lettres. Lors du règne de Théodore, Georges Muzalon est son principal ministre et le conseiller dans lequel il a le plus confiance. On connaît peu de choses de son engagement personnel dans le gouvernement de l'empire, à l'exception de sa participation dans le conseil réunit pour discuter de la réaction la plus appropriée face à la prise de la Macédoine par les Bulgares, après la mort de Jean Vatatzès. Georges Muzalon soutient Théodore qui souhaite lancer une campagne contre les envahisseurs. Du fait de l'absence de Théodore partie à la tête de cette expédition en 1255, George est le régent de l'État. Dès son retour, Théodore l'élève aux rangs de protosébaste et de protovestiaire ainsi qu'au titre de mégastratopédarque créé spécialement pour lui. Andronic Muzalon succède à son frère comme megas domestikos. Habituellement, la combinaison des titres de protosébaste et de protovestiaire n'est réservé qu'aux plus proches de l'empereur tandis que les offices de protovestiaire et de megas domestikos ont toujours été confiés à des familles aristocratiques,.
L'élévation de Muzalon à de telles fonctions est le signe de la grande affection que lui tient l'empereur. Elle se place aussi dans la droite ligne de la politique de Théodore qui cherche à affaiblir l'influence et l'indépendance de la noblesse en nommant à des postes de prestige un homme d'ascendance relativement modeste. Toutefois, le traitement particulièrement dur et arbitraire que Théodore fait subir à la noblesse entraîne la colère de celle-ci et notamment, de l'ambitieux Michel Paléologue. L'hostilité de l'aristocratie est renforcée quand Théodore favorise le mariage de ses favoris à des nobles. Ainsi, George Muzalon se marie avec Théodora Cantacuzène, la nièce de Michel Paléologue et Andronic se marie à la fille de l'ancien protovestiaire Alexis Raoul. Après l'assassinat de Muzalon, Théodora se marie au protovestiaire Jean Raoul Pétraliphas. Ce dernier est un opposant résolu de la politique unioniste de son oncle et Théodora est exilée avant de devenir nonne. Après la mort de Michel, elle restaure le monastère de Saint André du jugement. Là, elle y transfère les reliques du patriarche Arsène Autorianos.

### Régence et assassinat par MichelVIII

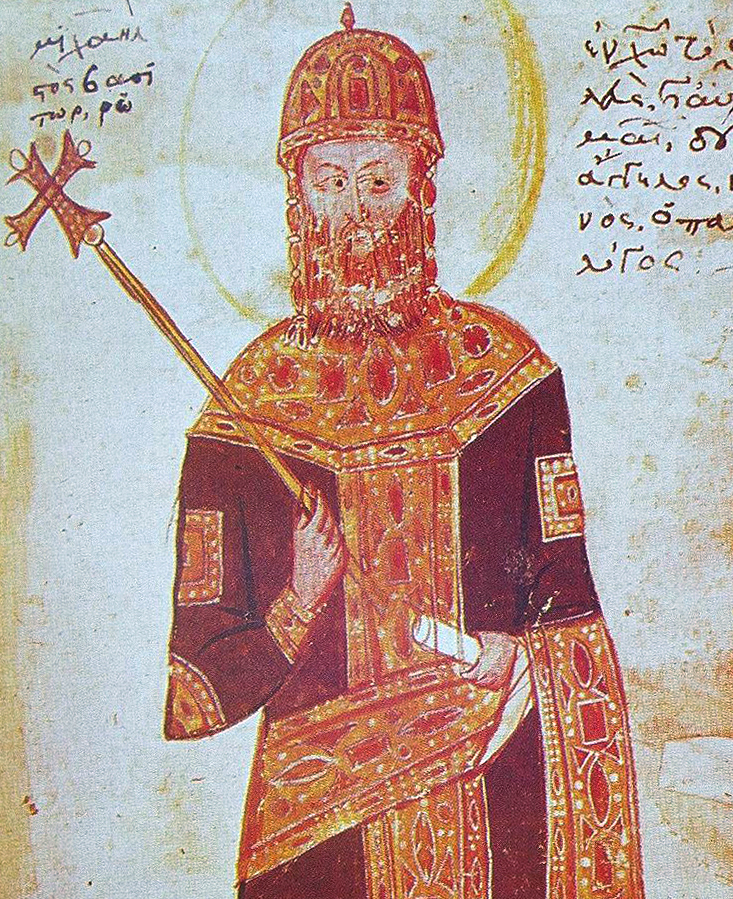
Michel VIII Paléologue orchestre le meurtre de Georges Muzalon pour ensuite s'emparer du trône.

Peu avant sa mort, Théodore II nomme le 16 août 1258 Georges Muzalon et le patriarche Arsène Autorianos comme régent de son fils de 8 ans Jean IV. Cette nomination accroît la défiance de l'aristocratie et la position de Muzalon devient très précaire. Muzalon souffre aussi d'impopularité parmi le clergé. En effet, il est associé au traitement autoritaire de l'Église par Théodore. De même, le peuple craint qu'il n'essaie d'usurper le trône. Enfin, il fait face à l'hostilité de l'armée et en particulier des mercenaires latins qui ont été privés de leur traitement habituel. De surcroît, ils s'inquiétaient de la volonté de Théodore II de mettre en place une armée nationale composée uniquement de Byzantins et selon Pachymère, Muzalon aurait pris des mesures dans ce sens. Michel Paléologue qui occupe le poste de megas konostaulos (le chef des mercenaires latins) est donc en bonne position pour exploiter ces griefs.
Pour prévenir toute attaque contre ses dispositions testamentaires concernant la régence et la succession, Théodore a demandé sur son lit de mort un serment au Sénat, à l'armée, au peuple et au clergé. Immédiatement après sa mort, Georges Muzalon, conscient de sa vulnérabilité et de son manque de soutien, convoque une assemblée de nobles, d'officiels et de chefs militaires. Il leur propose d'abandonner son poste à qui le désire mais les dignitaires (dont Michel Paléologue) le persuadent d'y rester et acceptent de prêter un serment de loyauté à lui et au jeune empereur. Toutefois, ce serment est une feinte car une conspiration dirigée par les plus grandes familles aristocratiques est sur le point de le déposer. Dans cette conspiration, Michel Paléologue occupe un rôle discret mais en est bien le chef.
Seulement quelques jours après la mort de Théodore II (les sources divergent sur la date exacte, le 25 août est celle la plus communément admise), un office mémoriel est tenu au Monastère de Sosandra à Magnésie fondé par Jean III Doukas Vatatzès. L'ensemble de la cour impériale assiste à l'enterrement tandis que l'armée campe dans la plaine en dessous du monastère. Dès que Georges Muzalon et ses frères arrivent, le service funéraire débute. À l'extérieur de l'église, les soldats (dont de nombreux mercenaires latins) se rassemblent et demandent à voir le jeune empereur. Jean IV sort du monastère et lève la main pour leur demander de se taire mais les soldats prennent ce geste pour un signal. Rejoints par la foule, les soldats se précipitent dans l'église avec pour objectif de tuer les frères Muzalon. Ces derniers sont prévenus de l'arrivée des militaires mais Georges se contente d'envoyer son secrétaire Théophylacte pour l'informer de la situation. Ce dernier est confondu avec Georges Muzalon et tué par le foule avant que cette dernière ne réalise son erreur. Elle entre alors dans l'église avec les soldats, épées à la main.
Alors que les gens présents dans l'église se dispersent, les frères Muzalon tentent de se cacher. Georges se réfugie sous l'autel, Andronic derrière une porte et Théodore dans un coin près de la tombe de l'empereur. Cependant, la foule ne tarde pas à fouiller le moindre recoin et Georges est découvert par un soldat latin du nom de Karoulos (Charles). Il est alors soulevé de sous l'autel et malgré ses supplications pour qu'on l'épargne, il est exécuté. La frénésie de la foule est alors à son comble et son corps est poignardé et tailladé à de multiples reprises. Son cadavre divisé en plusieurs parties est mis dans un sac avant d'être enterré. Andronic ainsi qu'un de ses beaux-frères sont aussi massacrés. Quant à Théodore, son sort est incertain. Selon certaines sources, il aurait survécu et est identifié à Théodore Muzalon, l'un des ministres de Michel VIII puis d'Andronic II Paléologue. Enfin, la maison de la famille Muzalon est pillée par la foule tandis que la femme de Georges Muzalon s'enfuit retrouver son oncle. Là, elle le supplie de laisser son mari en vie mais Michel lui demande de se taire si elle ne veut pas partager le sort de son époux. La responsabilité de Michel Paléologue dans cet évènement est confirmée par le fait qu'aucun des meurtriers des Muzalon n'est puni. En effet, le mercenaire Charles apparaît plus tard comme l'un des confidents du nouvel empereur,.
La mort de Muzalon est suivie de l'épuration de toute la nouvelle garde promue par Théodore II. Ainsi, le protostrator Jean Ange est contraint à l'exil avant de se suicider tandis que le protovestiaire Karyanitès est emprisonné. Parmi les autres protégés de Théodore, seuls Georges Akropolitès survit car il est alors prisonnier en Épire. Finalement, il parvient à de hautes fonctions sous le règne de Michel VIII. Dans le même temps, ce dernier consolide sa position, il devient régent avec le titre de mégaduc. Rapidement, il prend le titre de despote avant d'être couronné empereur au début de l'année 1259. Si Jean IV reste coempereur, il finit par être emprisonné après la reconquête de Constantinople en 1261. Michel VIII est alors couronné comme seul empereur dans la basilique Sainte Sophie et fonde la dynastie des Paléologue, la dernière de l'Empire byzantin.

## Historiographie
Parmi les sources contemporaines, Georges Akropolitès est le plus critique envers les frères Muzalon. Il en parle comme des « petits hommes répugnants, des spécimens sans valeur de l'humanité ». Bien que son récit soit en général fiable, sur cette question, son jugement est suspect. En effet, il n'assimile pas Georges Muzalon aux autres « hommes nouveaux » choisis par Théodore II pour contrebalancer l'influence de la noblesse tandis que dans le même temps, il a généralement un parti-pris pour Michel Paléologue qu'il tente de dédouaner de l'assassinat des Muzalon. D'autres historiens de l'époque présentent Georges Muzalon de façon plus positive. Le récit de Théodore Skoutariotès, souvent proche de celui d'Akropolitès, ne reprend pas le jugement négatif de ce dernier à propos des Muzalon. En outre, il précise que ce sont les nobles présents dans l'église qui le persuadent d'y rester lors des émeutes le jour de sa mort. Quant à Georges Pachymère, il traite le règne des Lascaris sous un jour bien plus favorable qu'Akropolitès. Il considère que la promotion des Muzalon vient de leur mérite et il condamne leur meurtre tout en pointant du doigt les Paléologue comme principaux responsables. Enfin, l'historien plus tardif Nicéphore Grégoras évite les commentaires négatifs à l'image de la plupart des historiens modernes.